# Niverlée
Niverlée (en wallon Niverlêye) est une section de la commune belge de Doische située en Wallonie dans la province de Namur.
C'était une commune à part entière avant la fusion des communes de 1977.

## Géographie
Le village est borné au nord par Romerée, à l’est par Gimnée, au sud par Mazée et à l’ouest par Matagne-la-Petite.

## Évolution démographique
- Source: DGS, 1831 à 1970=recensements population, 1976= habitants au 31 décembre

## Histoire
En novembre 1849, on y a découvert un trésor de monnaies romaines dont plusieurs ont été remises à la Société archéologique de Namur : 64 petits bronzes dont 2 Galienus, 1 Salonina, 2 Victorinus, 26 Tetricus senior, 2 Tetricus junior, 5 Claudius gothicus et 26 incertaines.
Au XIIe siècle, la paroisse du lieu incluait plusieurs localités dont Hierges, siège d’une forteresse du prince-évêque de Liège. En 1140, avant de partir en croisade, Manassès de Hierges vend à l’abbaye de Brogne son alleu de Niverlée, mais la vente ne prendrait effet que s’il mourait sans héritier. Or, il revient de l’Orient et a plusieurs enfants. L'abbaye conserve toutefois le droit de nommer le curé et la dîme.
Une famille noble a porté le nom du village qui se divise dès le début en deux branches : Fagnolle et Flavion-Baulet, sans beaucoup de renseignements sur Niverlée même. Sa généalogie est due au comte Baudouin d’Ursel.
En 1793, le village est incorporé dans le département des Ardennes au sein du district de Couvin et du canton municipal de Romerée avec Doische, Gimnée, Matagne-la-Grande, Matagne-la-Petite. Après l’an IX, la commune fait partie du canton de Givet.
En 1830, on compte 89 habitants répartis dans 23 maisons et 3 fermes.

## Patrimoine
- La petite église de Niverlée, consacrée à l’Assomption de Notre-Dame, a probablement été construite au XVIIe siècle et restaurée en 1757. Elle contient plusieurs pierres tombales dont la dalle funéraire de Georges de Niverlée (292 x 125 cm), † en 1262 et dont les armes sont de trois fleurs de lys. A ses pieds, figurent deux dragons, symboles du courage. Il y a aussi celles de Léonard de Niverlée † en 1624, de Marie de Niverlée, † en 1637, de Pierre Renard et de deux de ses petits-fils † en 1723 (avec armoiries), de Jacques Deville, né à Mariembourg en 1653, curé du lieu de 1684 à 1729, et de sa mère.

- Ancien presbytère, rue Saint-Eloi. Maison de style néo-classique de la 1re moitié du XIXe siècle[1].